# Очоа, Эухенио
Эухенио Очоа и Монтель (19 апреля 1815, Лесо или Байон (Франция) — 29 февраля 1872, Мадрид) — испанский писатель, критик, библиограф, издатель, переводчик.

## Биография
Родился, по разным данным в Лесо или Байоне, был внебрачным сыном французского офицера. В 1821—1825 годах был учеником поэта Альберто Листа, в 1828—1834 годах учился в Национальной школе искусств и ремёсел в Париже, собираясь стать художником, но не закончил учёбу из-за проблем со зрением и вернулся в Мадрид. Некоторое время был редактором журнала «El Artista» и «Gaceta de Madrid», в 1837—1844 годах вновь жил в Париже, бежав из страны по политическим причинам, работал в издательстве «Baudry», занимался изучением каталогов в парижской Национальной библиотеке и стремился популяризовать в Европе испанскую литературу; вернувшись в Мадрид в 1844 году, был принят в Королевскую академию испанского языка и до 1845 года был заместителем директора Национальной библиотеки, в 1847 году возглавил национальную типографию (к тому времени уже состоял и членом Испанской академии истории), затем был чиновником в министерствах внутренних дел (по вопросам образования) и торговли. В 1851 году королева Изабелла возвела его в ранг камергера. В 1854 году эмигрировал из страны по политическим причинам, жил некоторое время в Португалии и Великобритании, но затем вернулся на родину. В конце жизни отошёл от активной деятельности.
Главные работы: роман «El auto de fe» (1837), поэтический сборник «Ecos del alma» (1841), пьеса «Un día del año 1833» (1835). Ему принадлежат также библиотечные каталоги «Catàlogo razonado de los manuscritos españoles en aquellas bibliotecas publicas», «Coleccion de los mejores autores españoles» (50 томов), «Apuntes para una biblioteca de autores españoles contemporáneos», литературоведческие труды «Tesoro del teatro español», «Tesoro de los romanceros y cancioneros españoles», «Tesoro de novelistas españoles antiguos y modernos» и «Tesoro de prosadores españoles». Кроме того, он переводил на испанский язык Вергилия и произведения ряда французских и английских писателей, был одним из редакторов и авторов «Национальной энциклопедии Мелладо».